# WonderSwan Color
WonderSwan Color (яп. ワンダースワンカラー Вандасуван Кара) — портативная игровая система, разработанная компанией Bandai и выпущенная в Японии 9 декабря 2000 года. Название консоли отражает её главное отличие от предшественницы — цветное изображение вместо чёрно-белого WonderSwan. Кроме того, WonderSwan Color стал несколько больше и тяжелее (на 7 мм и 2 грамма), приобрёл ЗУПД в 64 Кб и более широкий жидкокристаллический дисплей. Система имеет совместимость со старыми играми, выпущенными для оригинальной WonderSwan.
На протяжении достаточно долгого времени монополией на рынке карманных игровых систем обладала компания Nintendo, однако вышедшие на рубеже тысячелетий WonderSwan и позже WonderSwan Color оказались весьма популярными, что позволило Bandai захватить около 8 % японского игрового рынка. Успех прежде всего связан с небольшой стоимостью консоли — 6800 иен или 59 американских долларов. На западе консоль малоизвестна, так как ориентирована прежде всего на Японию, и практически все игры издавались на японском языке.
Ещё одним толчком к популяризации WonderSwan Color послужило соглашение с компанией Square, по условиям которого на консоль должны были быть портированы ранние части серии Final Fantasy и некоторые другие игры. В итоге на ней появились Final Fantasy, Final Fantasy II, Final Fantasy IV, The Final Fantasy Legend, а также такие известные игры, как Front Mission и Romancing SaGa. Однако вскоре очень быстро начала набирать обороты более производительная конкурентная система Game Boy Advance, и разработчики Square, к тому времени наладившие партнёрские отношения с Nintendo, переключились на неё, заморозив многие запланированные проекты для WonderSwan Color. Компания Bandai попыталась вернуть утраченный успех и выпустила модернизированную версию своей консоли — SwanCrystal, но значительного прорыва ей сделать не удалось, и в 2003 году все портативные устройства сняли с производства.
Прежде чем приступить к игре, пользователь должен ввести некоторые персональные данные: имя, дату рождения, пол и группу крови. Консоль производилась с корпусом пяти различных цветов: голубым, розовым, чёрным, синим и оранжевым.